# Mirkovec
 Mirkovec falu Horvátországban Krapina-Zagorje megyében. Közigazgatásilag Sveti Križ Začretjéhez tartozik.

## Fekvése
Zágrábtól 30 km-re északra, községközpontjától 3 km-re délkeletre a Horvát Zagorje területén az A2-es autópálya mellett fekszik..

## Története
A település a 16. és 17. században itt birtokos Mirkóczy családról kapta a nevét. A hagyomány szerint korábban a Cilleiek vadászkastélya állt itt. Később a Špičko és Škarica családok birtoka volt, majd a 18. században a Bedeković család volt a birtokosa, akiknek uradalmi központja a közeli Bedekovići kastélya volt. 1892-ben Vranyczany-Dobrinovich Ernő báró vásárolta meg. Utolsó tulajdonosai a Halle és Berger családok voltak. A kastélyt a második világháború után különféle célokra használták, jelenleg szociális intézmény működik benne.
A településnek 1857-ben 281, 1910-ben 265 lakosa volt. Trianonig Varasd vármegye Krapinai járásához tartozott. A településnek 2001-ben 523 lakosa volt.

## Nevezetességei
A falu szélén egy húsz méter magas domb tetején áll a Mirkóczy család kastélya. A kastély legrégibb része a keleti szárny egy 17. századi kúriának a maradványaira épült. Bejárata felett az 1644-es évszám látható, mely valószínűleg az építés befejezésére utal. A 18. században, a kastélyt két szárnnyal, egy északi és egy nyugati szárnnyal bővítették. A kastélyt a 19. század végén létesített kocsányos tölgyekkel és gyertyánfákkal beültetett szép park övezi, melyben számos fakülönlegesség is megtalálható. A domb aljában gazdasági épület, faiskola és halastó is épült, melynek maradványai még láthatók.